# STICKER!!!
「STICKER!!!」（ステッカー）は、2024年1月26日にVirgin Musicから配信された、meiyoのメジャー9作目の楽曲。

## 背景
前作『夢の続きを』以来約10か月ぶりのリリースとなった。
本作は、テレビ東京系アニメ『貼りまわれ!こいぬ』の主題歌となっており、meiyoがTVアニメ主題歌を担当するのは初となった。
配信ジャケットには、meiyoを模したアニメ内キャラクターmeiyo犬が描かれている。

## 収録内容
| #         | タイトル       | 作詞      | 作曲      | 編曲      | 時間 |
| --------- | -------------- | --------- | --------- | --------- | ---- |
| 1.        | 「STICKER!!!」 | meiyo     | meiyo     | meiyo     | 2:51 |
| 合計時間: | 合計時間:      | 合計時間: | 合計時間: | 合計時間: | 2:51 |